# قزل‌آغل
قزل‌اغل، روستایی است از توابع بخش صفاییه و در شهرستان خوی استان آذربایجان غربی ایران.

## جمعیت
این روستا در دهستان الند قرار داشته و بر اساس سرشماری سال ۱۳۸۵ جمعیت آن ۲۲۹ نفر (۳۶ خانوار)
بوده‌است.